# 福基諾 (布良斯克州)
53°25′N 34°27′E / 53.417°N 34.450°E

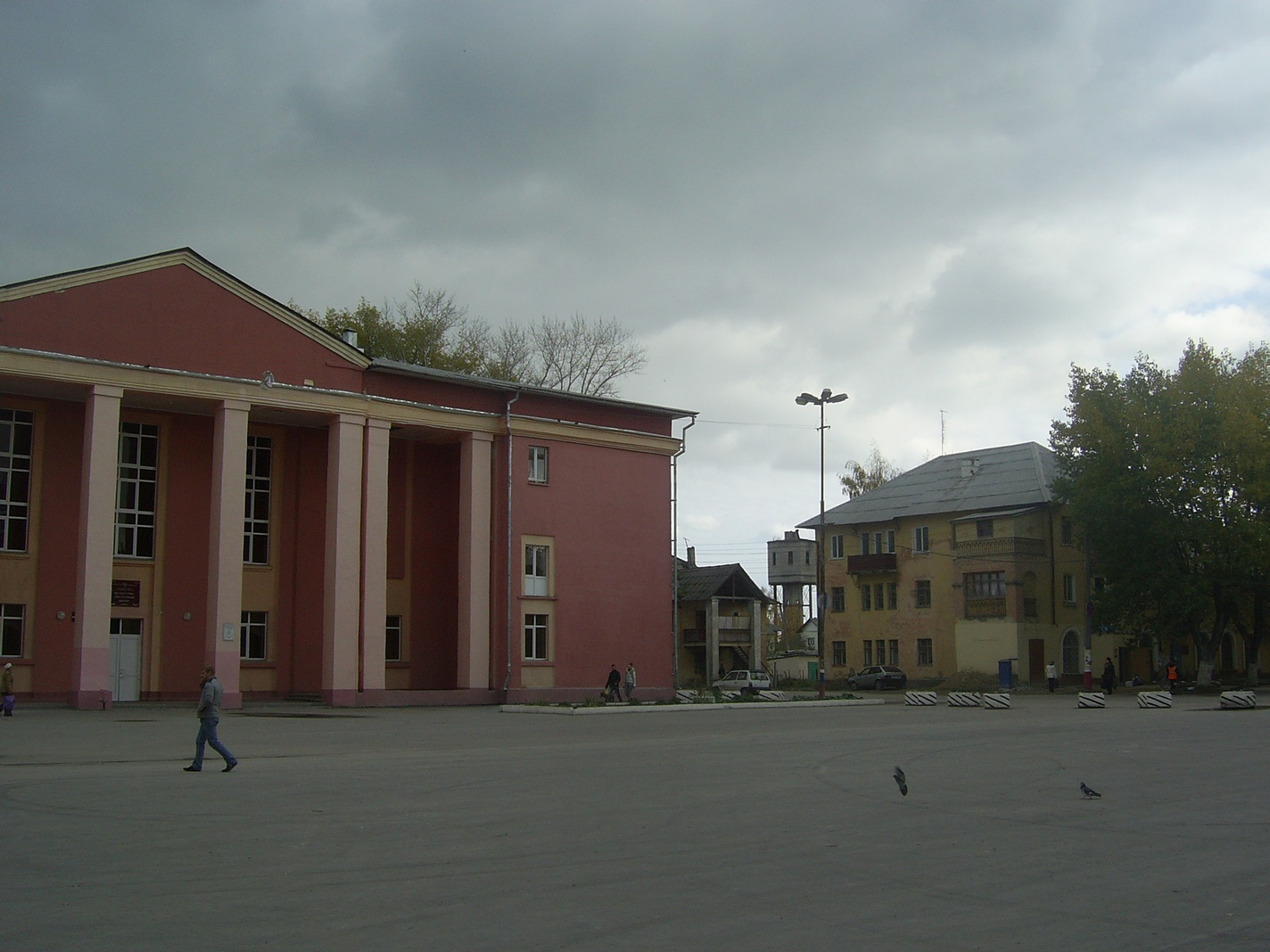
福基諾中央广场

福基諾（俄语：Фо́кино）是俄羅斯布良斯克州東北部的一個城市，位於博爾瓦河畔，北距布良斯克16公里。1989年时人口为15,191人，2002年時人口為15,504人，2010年有所下降，人口统计为13,876人。
福基諾于1954年設市。